# Stade Poitevin FC
Stade Poitevin FC là một đội bóng đá Pháp có trụ sở tại thành phố Poitiers, được thành lập vào năm 1921. Nó được gọi là Poitiers FC từ năm 2007 đến 2018, và có một số tên khác trong lịch sử của nó. Câu lạc bộ (như Stade Poitevin PEPP) đã trải qua mùa giải 1995-96 ở Ligue 2.
Kể từ mùa giải 2019, đội bóng chơi ở Championnat National 3, giải hạng năm của bóng đá Pháp và được dẫn dắt bởi Jaïr Karam.

## Lịch sử
Câu lạc bộ được thành lập vào năm 1921 với tên Câu lạc bộ thể thao Poitevin, và gia nhập Division d'Honneur của Ligue du Center-Ouest vào năm 1936. Năm 1952, câu lạc bộ đã mất vị trí trong giải đấu, và để lấy lại, đội bóng sáp nhập với một câu lạc bộ địa phương khác Patronage des Écoles Publiques de Poitiers, được biết đến với cái tên Stade Poitevin PEPP. Câu lạc bộ mới là những nhà vô địch của  DH Centre-Ouest vào năm 1963, và được thăng hạng lên giải cao nhất của bóng đá nghiệp dư, được gọi là Championnat de France Amateur.
Câu lạc bộ đã được mời đến Division 2 "mở rộng" mới vào năm 1970. Họ bị rớt xuống Division 3 năm 1974 và Division 4 năm 1988. Dưới sự quản lý của Denis Devaux, câu lạc bộ đã đạt được hai lần thăng hạng liên tiếp và chơi ở giải hạng 2 chuyên nghiệp trong một mùa giải vào năm 1995. Tiếp theo là xuống hạng, và câu lạc bộ chơi ở Championnat de France Amateur 2 giữa năm 1999 và 2003. Họ đã được thăng hạng một lần nữa trong mùa 2003-04, nhưng gặp vấn đề về tài chính và bị xuống hạng về mặt hành chính trở lại Division d'Honneur.
Câu lạc bộ đã khởi động lại dưới một bản sắc mới của Poitiers Foot 86 và vào năm 2007 sáp nhập với câu lạc bộ đối thủ Cercle Education Physique Poitiers, lấy tên là Poitiers Football Club. Với tên gọi mới này, câu lạc bộ đã giành được khuyến mãi cho CFA2 vào năm 2009. Họ đã xuống hạng một lần nữa vào Division d'Honneur vào cuối mùa giải 2013-14.
Vào tháng 2 năm 2016, câu lạc bộ đã công bố kế hoạch trở lại với cái tên Stade Poitevin FC cũ của họ và màu đen và trắng. Sự thay đổi cuối cùng đã được hoàn thành vào mùa hè năm 2018, sau khi câu lạc bộ đã được thăng hạng lên Championnat National 3.